# Jeziorko (powiat mrągowski)
Jeziorko – osada leśna w Polsce, w województwie warmińsko-mazurskim, w powiecie mrągowskim, w gminie Piecki.
Do 31 grudnia 2023 miejscowość była częścią wsi Lipowo.